# Radgelenk

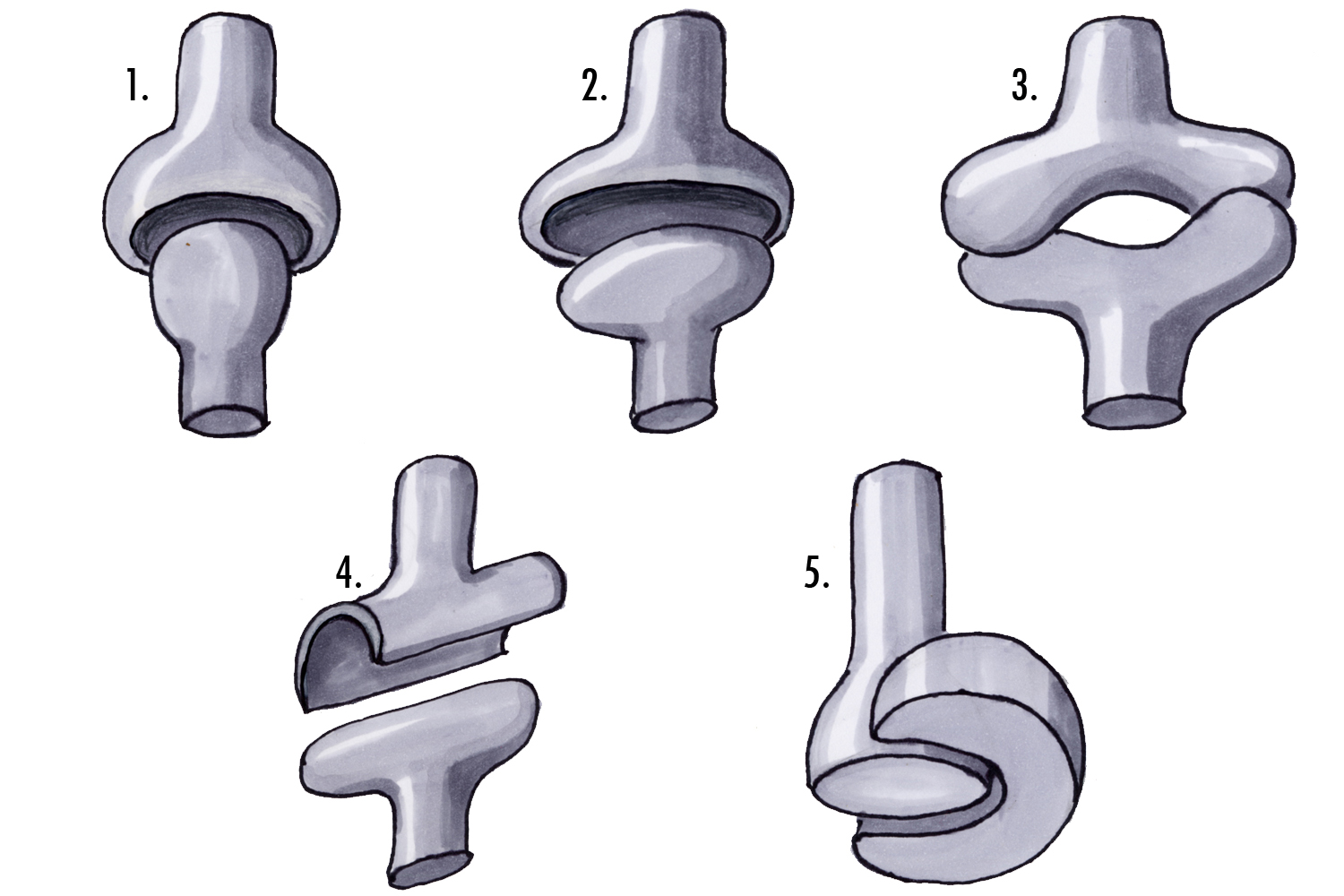
Echte Gelenke:
1-Kugelgelenk; 2-Eigelenk; 3-Sattelgelenk; 4-Scharniergelenk; 5-Radgelenk

Als Radgelenk (Articulatio trochoidea) bezeichnet man in der Anatomie eine Gelenkform, bei der der Gelenkkopf in Form einer Walze und die Gelenkpfanne rinnenförmig ausgebildet ist, wobei sich im Gegensatz zum Zapfengelenk hier die konkave Gelenkpfanne um den Zapfen bewegt. Vom Scharniergelenk unterscheidet sich das Radgelenk dadurch, dass die Gelenkwalze zum Knochen wie eine Radachse zum Rad steht. Im Radgelenk ist nur die Bewegung in einer Achse möglich. Da diese in Richtung des Knochens steht, finden hier nur Drehbewegungen (Rotation) um die Längsachse des Knochens statt.
Radgelenke sind an der distalen Verbindung zwischen Elle und Speiche Articulatio radioulnaris distalis sowie im zweiten Kopfgelenk ausgebildet.